# Фрей, Иэн
Иэн Чарльз Майкл Фрей (англ. Ian Charles Michael Fray; род. 31 августа 2002, Coconut Creek, Флорида) — американский футболист ямайского происхождения, защитник клуба «Интер Майами».

## Клубная карьера

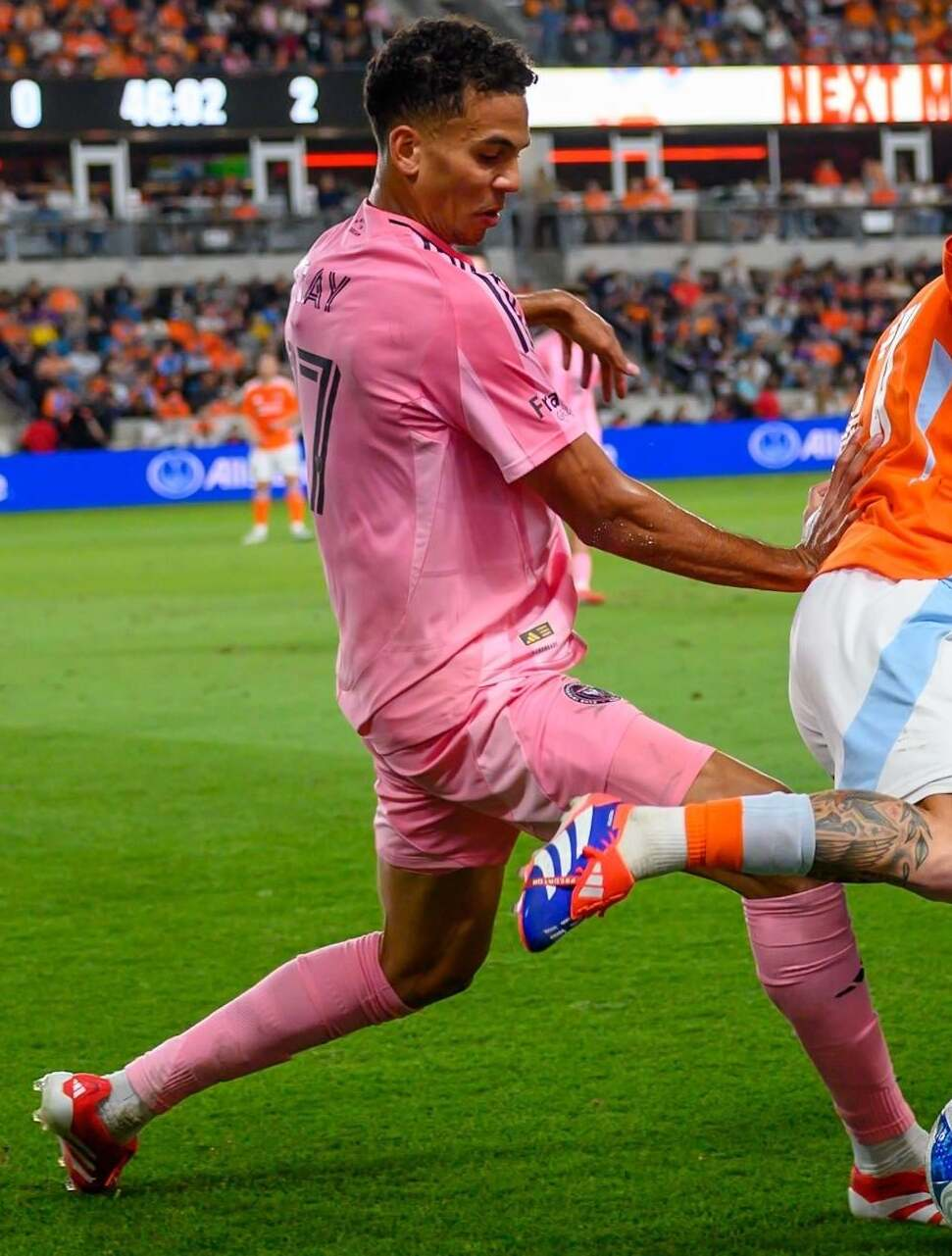
Фрей в составе «Интер Майами»

Фрей — воспитанник клубов «Уэстон», «Мирамар Юнайтед» и «Интер Майами». 19 июля 2020 году в поединке «Гринвилл Триумф» игрок дебютировал за дублирующий состав последних. 18 мая 2023 года в матче против «Нэшвилла» он дебютировал в MLS за основной состав. 4 июня в поединке против «Ди Си Юнайтед» Иэн забил свой первый гол за «Интер Майами». В 2025 году Фрей принял участие в клубном чемпионате мира. На турнире он сыграл в матчах против португальского «Порту» и египетского «Аль-Ахли».

## Достижения
Клубные
 «Интер Майами»
- Победитель Кубка Лиг — 2023
- Победитель Supporters’ Shield — 2024